# Il diritto di uccidere (film 2015)
Il diritto di uccidere (Eye in the Sky) è un film del 2015 diretto da Gavin Hood.
La pellicola affronta le implicazioni etiche e morali dell'uso dei droni in guerra.

## Trama
Nairobi, Kenya. Un gruppo di fondamentalisti islamici, facenti parte di un gruppo terroristico, viene individuato in un'abitazione mentre organizza un nuovo attentato. Sulle loro tracce c'è il governo britannico, in stretta collaborazione con quello statunitense, al fine di catturare i sospetti. Il controllo operativo del Colonnello Powell riscontra l'impossibilità di procedere all'arresto dei ricercati e l'obiettivo della missione diventa la loro eliminazione. L'autorizzazione viene richiesta ai vertici di Stato britannici e statunitensi ed al Generale Benson. Gli stessi decidono di approvare il lancio di un missile da un drone che sorvola l'abitazione. Benché sia data l'autorizzazione a procedere, l'imprevista presenza di una bambina e la possibilità di un suo coinvolgimento nell'esplosione porterà a rivalutare l'impiego di un simile strumento.

## Produzione

### Riprese
Le riprese del film iniziano il 10 settembre 2014 in Sudafrica. L'aviazione civile del Sudafrica nega il permesso alla troupe di far volare veri droni per le riprese, così vengono inseriti in post-produzione con l'uso di effetti visivi. Altre riprese vengono effettuate tra la contea del Surrey (Regno Unito), a Las Vegas (Stati Uniti d'America), e Beaufort West (Sudafrica). Le riprese terminano nel novembre 2014.

## Colonna sonora
I due compositori sudafricani Paul Hepker e Mark Kilian compongono la terza colonna sonora di un film di Gavin Hood, dopo Il suo nome è Tsotsi e Rendition - Detenzione illegale.

## Promozione
Il primo trailer del film viene diffuso il 4 dicembre 2015.

## Distribuzione
La pellicola è stata presentata al Toronto International Film Festival l'11 settembre 2015. Successivamente il film è stato distribuito nelle sale cinematografiche statunitensi nella primavera 2016, mentre nelle sale italiane a partire dal 25 agosto 2016.

### Divieti
Negli Stati Uniti il film è stato vietato ai minori di 17 anni non accompagnati da adulti, per la presenza di "immagini violente".

## Riconoscimenti
- 2016 - National Board of Review of Motion Pictures[8]
  - Migliori dieci film indipendenti
- 2017 - Evening Standard British Film Awards
  - Miglior sceneggiatura a Guy Hibbert
- 2017 - Satellite Award[9]
  - Candidatura per la migliore attrice non protagonista a Helen Mirren
- 2017 - AARP Movies for Grownups Awards[10]
  - Candidatura per la miglior attrice non protagonista a Helen Mirren
- 2017 - Golden Tomato Awards[11][12]
  - Miglior film britannico del 2016
  - Secondo miglior film thriller del 2016
- 2017 - Saturn Award[13]
  - Candidatura per il miglior film indipendente